# Herodianische Tetrarchie

Die Herodianische Tetrarchie war ein tetrarchisches Regierungssystem, das nach dem Tod Herodes’ des Großen im Jahr 4 v. Chr. in Palästina eingeführt wurde.
Nach dem Tod des Herodes im Jahr 4 v. Chr. wurde sein Reich von Augustus unter seinen Söhnen Herodes Antipas (Galiläa und Peräa), Herodes Archelaos (Judäa und Samaria) und Herodes Philippos (Ituräa, Golan, Trachonitis) aufgeteilt.
Nach dem Tod des Herodes Philippos 34 n. Chr., der kinderlos blieb, gelangte sein Gebiet durch Schenkung zunächst an die römische Verwaltung in Syrien, später ebenso wie das Gebiet des Herodes Antipas nach dessen Verbannung 39 n. Chr. an Herodes Agrippa I., einen Enkel Herodes’ des Großen.
Das Gebiet des Herodes Archelaos gelangte nach dessen Verbannung bereits 6 n. Chr. unter römische Verwaltung. Die römischen Präfekten waren dem Legaten von Syrien unterstellt (vgl. Listen der römischen Statthalter in Judäa und Syrien). Herodes Agrippa I. übernahm ab 41 n. Chr. auch deren Gebiet.